# روري أوكونور (صحفي)
روري أوكونور (بالإنجليزية: Rory O'Connor)‏ هو صحفي أمريكي، ولد في 20 نوفمبر 1951 في نيويورك في الولايات المتحدة.

## وصلات خارجية
- الموقع الرسمي
- روري أوكونور على موقع IMDb (الإنجليزية)